# Kanton Fronton
Fronton is een voormalig kanton van het Franse departement Haute-Garonne. Het kanton maakte deel uit van het arrondissement Toulouse. Het werd opgeheven bij decreet van 13 februari 2014 met uitwerking op 22 maart 2015.

## Gemeenten
Het kanton Fronton omvatte de volgende gemeenten:
- Bouloc
- Bruguières
- Castelnau-d'Estrétefonds
- Cépet
- Fronton (hoofdplaats)
- Gargas
- Gratentour
- Labastide-Saint-Sernin
- Lespinasse
- Saint-Jory
- Saint-Rustice
- Saint-Sauveur
- Vacquiers
- Villariès
- Villaudric
- Villeneuve-lès-Bouloc